# Ronalds Razmuss
Ronalds Razmuss (né le 7 février 1960) est un ancien athlète soviétique (letton), spécialiste du saut en longueur.
Son meilleur saut est de 7,95 m, réalisé à Riga en 1985. Il détient l'actuel record de Lettonie du relais 4 × 100 m (18 juin 1983 : République socialiste soviétique de Lettonie 39 s 32 à Moscou, (1 h Spartakiades), (Genādijs Murašovs, Ronalds Razmuss, Juris Tone, Āris Āboliņš).